# Федра
Фе́дра (др.-греч. Φαίδρα) — в древнегреческой мифологии дочь критского царя Миноса и его супруги Пасифаи, вторая жена афинского царя Тесея. Воспылав страстью к своему пасынку Ипполиту (сыну Тесея от первого брака) и будучи им отвергнута, оклеветала его, что привело к его гибели, и покончила с собой.
Федра — сестра Андрогея, Ариадны, Главка и Девкалиона; по отцу — внучка Зевса и Европы, и по матери — внучка бога солнца Гелиоса и океаниды Персы; супруга Тесея — мать Демофонта и Акаманта.
Тесей взял её в жены при содействии Девкалиона.
Вместе с Тесеем Федра отправилась в Трезен, когда тот очищался от крови Паллантидов и на год удалился из Афин. Там она воспылала любовью к своему пасынку Ипполиту, сыну Тесея от его первой супруги — амазонки Антиопы. Отвергнутая целомудренным юношей, Федра оклеветала его и покончила с собой. Поверивший клевете Тесей проклял сына и стал виновником его гибели. По рассказу Еврипида, она послала Тесею таблички, что Ипполит её изнасиловал, и сразу повесилась. Либо повесилась после смерти Ипполита.
Построила святилище Афродиты в Афинах.
Подарила Афинам изображения Илифии. По рассказу Павсания, в Трезене находился храм Афродиты Катаскопии (Подглядывающей), так как Федра оттуда смотрела на Ипполита, когда он занимался гимнастикой, и прокалывала листья миртового дерева. В Трезене находились могилы Федры и Ипполита. Одиссей и Эней видели её в Аиде.
Изображена в Аиде на картине Полигнота в Дельфах: её тело качается, подвешенное на веревке.

## Образ в искусстве
Сюжет злосчастной любви Федры к пасынку нашёл отражение в ряде художественных произведений. В их числе трагедии Софокла («Федра») Еврипида («Ипполит, закрывающийся плащом» и «Ипполит увенчанный»), Сенеки («Федра»). В XVII веке трагедию «Федра» написал Жан Расин (переведена на немецкий язык Фридрихом Шиллером). Овидий сочинил письмо Федры Ипполиту (Героиды IV). На основе трагедии Расина написаны музыкальная трагедия Рамо «Ипполит и Арисия» (1733), опера Симона Майра «Федра» (1820).
В 1881 году стихотворение Федра написал Оскар Уайльд, посвятив его Саре Бернар (она впервые сыграла Федру в трагедии Расина в 1879 году, прежде исполняла роль Арисии); в 1912 году стихотворение перевёл на русский Николай Гумилёв.
Осип Мандельштам в стихотворении «В пол-оборота, о, печаль» (1914), посвящённом Анне Ахматовой, упоминает образ Федры в исполнении Элизы Рашель:

В пол-оборота, о, печаль

На равнодушных поглядела.

Спадая с плеч, окаменела

Ложно-классическая шаль.

Зловещий голос — горький хмель —

Души расковывает недра:

Так — негодующая Федра —

Стояла некогда Рашель.

Мирра Лохвицкая также посвятила этому сюжету своё стихотворение — «Легенда жёлтых роз».
В XX веке драмы на этот сюжет написали Д'Аннунцио (1909), М. де Унамуно (Федра, 1911), Марина Цветаева (Федра, 1927), П. У. Энквист (Для Федры, 1980), Сара Кейн (Любовь Федры, 1996), оперы — Умберто Боццини (1909), Ильдебрандо Пиццетти (по либретто Д’Аннунцио, оконч. 1915), Морис Оана (Азбука для Федры, 1967), Б. Бриттен (1976), Х. В. Хенце (2007), балет — Жорж Орик (1950).
Сохранился рисунок Тулуз-Лотрека, изображающий Сару Бернар в роли Федры (1893?, ). Над костюмами к постановке Федры в парижском театре Ренессанс в 1923 году работал Лев Бакст. Балет Федра на музыку Роберта Старера поставила в 1962 году Марта Грэм, в 1983 году она поставила балет Сон Федры на музыку Джорджа Крама.
В фильме Жюля Дассена Федра (1962) заглавную роль сыграла Мелина Меркури.
В художественном фильме Война богов: Бессмертные роль Федры сыграла Фрида Пинто.

## В астрономии
В честь Федры назван астероид (174) Федра, открытый в 1877 году